# جذام ورمي
الجذام الورمي هو حالة جلدية تتكون من بقع شاحبة.